# بروس لینگن
بروس لینگن (انگلیسی: Bruce Laingen؛ زادهٔ ۶ اوت ۱۹۲۲ – درگذشته ۱۵ ژوئیه ۲۰۱۹) یک دیپلمات اهل ایالات متحده آمریکا بود.

## زندگی‌نامه
وی بین سال‌های ۱۹۷۷ تا ۱۹۷۹ سفیر ایالات متحده در مالت بود. لینگن عالی‌ترین مقام آمریکایی در زمان گروگان‌گیری در سفارت ایالات متحده آمریکا بود. وی کاردار سفارت ایالات متحده آمریکا در تهران بود. او از جمله پنجاه و دو گروگان آمریکایی بود. به دنبال حمله دانشجویان پیرو خط امام به سفارت آمریکا در تهران در ۱۳ آبان سال ۱۳۵۸ به مدت ۴۴۴ روز در ایران در بازداشت بود.

سخنرانی لینگن در کاخ سفید، ۲۷ ژانویه ۱۹۸۱، در کنار رونالد ریگان

وی در ششم اوت سال ۱۹۲۲ در مزرعه‌ای در جنوب ایالت مینه سوتا و در نزدیکی شهر باترفیلید متولد شد. لینگن از دانشگاه مینه‌سوتا فارغ‌التحصیل شد. وی در زمان جنگ جهانی دوم در نیروی دریایی ایالات متحده آمریکا خدمت کرد. بروس لینگن از سال ۱۹۵۰ تا ۱۹۸۷ در وزارت خارجه آمریکا فعالیت کرد و پیش از آخرین سفر خود به تهران در سال ۱۳۵۸، در کشورهای آلمان، ایران، پاکستان و افغانستان فعالیت دیپلماتیک داشت. بروس لینگن در کارنامه خود دو بار به تهران مأموریت داشته‌است: کمی پس از ۲۸ مرداد ۱۳۳۲ و بار دوم بعد از انقلاب که به عنوان کاردار سفارت آمریکا در تهران، جانشین ویلیام سولیوان، سفیر آن کشور در تهران، شد. صبح روز یک‌شنبه ۱۳ آبان ۱۳۵۸ پس از مذاکراتش با مقام‌های ایرانی، در حال ترک ساختمان وزارت خارجه ایران در باغ ملی و سوار شدن به لیموزین سفارت بود که از خبر تصرف سفارت توسط دانشجویان پیرو خط امام مطلع می‌شود. به ساختمان وزارت خارجه ایران بازگشت تا با مقام‌های ایرانی برای پایان دادن به گروگان‌گیری رایزنی کند. اما تلاش‌های او بی‌نتیجه می‌ماند؛ چرا که دولت موقت مهدی بازرگان توان رویارویی با جناح‌های دیگر قدرت را نداشت و فردای آن روز سقوط کرد.

## درگذشت
وی به دلیل بیماری پارکینسون ۱۵ ژوئیه ۲۰۱۹ در سن ۹۶ سالگی به در یک مرکز درمانی در بتسدا در حومه واشینگتن درگذشت.